# Montazeau
Montazeau település Franciaországban, Dordogne megyében. Lakosainak száma 280 fő (2022. január 1.). Montazeau Carsac-de-Gurson, Montpeyroux, Nastringues, Saint-Méard-de-Gurçon, Vélines és Saint-Vivien községekkel határos.

## Népesség
A település népességének változása:
| Lakosok száma | 342  | 280  | 267  | 286  | 309  | 305  | 296  | 285  | 283  | 280  |
|               | 1968 | 1982 | 1990 | 2006 | 2013 | 2015 | 2017 | 2019 | 2020 | 2022 |